# Рустави
Руста́ви (груз. რუსთავი, азерб. Rustavi, арм. Ռուսթավ, осет. Рустау) — город на юго-востоке Грузии, расположен на берегах реки Куры в 11 километрах к юго-востоку от столицы г. Тбилиси.

## Население
По состоянию на 1 января 2020 года численность населения города как муниципалитета составила 128 680 жителей, на 1 января 2014 года — 122 900 жителей, на 1 января 2005 года — 115 500 жителей.
По данным Всесоюзной переписи населения 1989 года в Рустави проживало 158 661 человек. По переписи населения 2002 года население города составило 116 384 человек, в начале 2008 года — 117 300 человек, в начале 2011 года — 120 800 человек.
| грузины       | 102 151 | 87,77 %  |
| азербайджанцы | 4993    | 4,29 %   |
| русские       | 3563    | 3,06 %   |
| армяне        | 2809    | 2,41 %   |
| осетины       | 1410    | 1,21 %   |
| украинцы      | 395     | 0,34 %   |
| езиды         | 293     | 0,25 %   |
| греки         | 257     | 0,22 %   |
| другие        | 513     | 0,44 %   |
| всего         | 116 384 | 100,00 % |

| грузины       | 114 819 | 91,78 %  |
| азербайджанцы | 4829    | 3,73 %   |
| армяне        | 1965    | 1,57 %   |
| русские       | 1259    | 1,17 %   |
| осетины       | 745     | 0,84 %   |
| украинцы      | 315     | 0,25 %   |
| езиды         | 239     | 0,19 %   |
| греки         | 166     | 0,13 %   |
| другие        | 934     | 0,74 %   |
| всего         | 125 103 | 100,00 % |

## История
Рустави («начало оросительного канала» в переводе с грузинского) — один из древнейших городов Грузии, сыгравший значительную роль в её истории. Грузинский историк XI в. Леонтий Мровели упоминает Рустави среди крепостей, противостоявших войскам Александра Македонского. Это позволяет датировать основание Рустави V—IV вв. до н. э.
В своём труде «Жизнь царей» Леонтий Мровели пишет, что царь Трдат, 28-й царь Картли (конец IV века), построил церковь и канал. Академик Николос Бердзенишвили пишет, что с тех пор Рустави рассматривается как важный административный центр.
Во время правления Вахтанга Горгасали (V век) Рустави играет заметную роль в политической жизни Грузии. В Рустави учреждается епископство, просуществовавшее до XIII столетия, когда его разрушили монголы. Затем епископство было переведено в Марткопи, однако епископ Марткопи носил титул Руставского (Руставели).
Политическое значение Рустави подтверждается также археологическими изысканиями в крепости Рустави; были обнаружены руины сооружений, относящихся к IV и V вв. н. э.
В 1068 году в Грузию вторглись турки-сельджуки под предводительством Султана Алп-Арслана.
В 1097 г. Давид-Строитель перестал выплачивать дань туркам-сельджукам. В 1104 г. он объединил Кахети-Эрети. В 1105 году он разгромил армию эмира Гянджи. В руках мусульман остались только Тбилиси, Рустави, Самшвилде, Сомхити и Агарани. В 1110 году Давид взял Самшвилде, в 1115 — Рустави, в 1122 — Тбилиси.
В 1265 г. на Кавказ вторглись войска Берка Хана, правителя Золотой Орды. Грузия сражалась одновременно с двумя врагами — Ираном и монголами. Рустави вновь был разрушен до основания войсками Тамерлана.
<…>
С конца XIX века во времена индустриализации Рустави стал важным промышленным центром. Появились металлургические предприятия, химические заводы, а также важная железнодорожная станция на ветке Тбилиси-Баку. За время советской индустриализации в Рустави было построено около 90 крупных и средних промышленных предприятий.
Главным индустриальным центром стал Руставский металлургический завод, построенный в 1941−50 гг. с целью обработки железа из соседнего Азербайджана. Рабочие были собраны со всей республики, включая беднейшие сельскохозяйственные районы Западной Грузии. Развивалась не только металлургия, но и производство цемента, химикатов и синтетических волокон. 30 августа 1944 года появилась первая местная газета — «Металлургиисатвис» (в переводе с грузинского — «За Металлургию»). В 1948-м появляются новые улицы, первая из которых названа в честь комсомола, вторая — в честь строителей Рустави, и третья — по имени древнего поселения Бостан-Калаки.
19 января 1948 года декретом Верховного Совета Грузинской ССР Рустави был присвоен статус города республиканского значения. 27 апреля 1950 г. весь город праздновал производство первой промышленной стали в Грузии. В строительстве города принимали участие и немецкие военнопленные.
В 1954—1955 гг. у металлургического завода появились коксохимические цеха, которые стали поставлять продукты пиролиза угля на новый Руставский азотно-туковый завод, с 1960 года переведённый с коксового газа на природный и до сих пор производящий азотные удобрения, азотную кислоту и аммиак (единственный на Кавказе в этой отрасли).
Современный Рустави разделен на две части — Дзвели Рустави (Старый Рустави) и Ахали Рустави (Новый Рустави). В первом доминирует сталинская архитектура (1944, архитекторы М. Н. Непринцев, З. Курдиани, Н. Курдиани, Д. Меликишвили, Л. Кобаладзе), в то время как во втором преобладает советское блочное строительство (1955, архитекторы Непринцев, И. Чхенкели, Меликишвили).
Распад Советского Союза в 1991-м стал для Рустави катастрофой, так как при этом разрушилась интеграция в советскую экономику, обеспечивавшая деятельность градообразующих предприятий. Большинство промышленных предприятий было закрыто, и 65 % населения потеряло работу, что привело к росту преступности и нищеты. Количество жителей упало с 160 тыс. в середине 1990-х до 116 тыс. в 2002-м.
Нью-йоркский художник Грег Линдкист задокументировал разрушение руставских цементных заводов в своих картинах и инсталляциях («Nonpasts», 2010).
Последняя из построенных в СССР стационарных трасс для кольцевых автогонок. Первые заезды прошли в конце 1979 г. Этапы чемпионатов СССР проводились на автодроме Рустави 11 раз (1979−89). После распада СССР трасса не реконструировалась, дорожное покрытие пришло в негодность. В 2009 году участок земли с руинированной трибуной и полуразрушенным дорожным покрытием был приобретен на государственном аукционе частной компанией «Стромос», которая осуществляет реконструкцию комплекса по требованиям Категории II FIA.

## Культура
- Руставский драматический театр им. Г. Лордкипанидзе.
- Знаменитый грузинский государственный академический ансамбль танцы и песни «Рустави» был основан в 1968 году. За 35 лет он провёл более 3000 концертов и с успехом выступил более чем в 50 странах мира.

## Экономика
В августе 2007 г. в Рустави открылся первый супермаркет национальной сети «Populi».
В городе расположен «Вагоностроительный холдинг», в который входят «Электровагоноремонтный завод», занимающийся в основном ремонтом вагонов, «Вагоностроительная компания» — новое предприятие, в основном ориентированное на строительство вагонов, и «Руставский металлургический комбинат», в основном производящий детали для вагонов.
Также в городе расположен крупнейший автомобильный рынок Кавказа, являющийся ключевой точкой для реэкспорта автомобилей из Грузии, в соседние страны, а также множество предприятий по ремонту, обслуживанию и тюнингу автомобилей.

## Транспорт
В 1971—2009 годах действовала троллейбусная система. Ныне общественный транспорт представлен маршрутными такси.

## Климат
| Месяц                    | Ян. | Февр. | Март | Апрель | Май  | Июнь | Июль | Август | Сент. | Окт. | Ноябрь | Дек. | Год  |
| Средняя температура [°C] | 6   | 7.7   | 12,9 | 18,2   | 23,4 | 27.5 | 30.8 | 30.8   | 26.0  | 19.8 | 12.9   | 7.5  | 18.7 |
| Осадки (мм)              | 19  | 26    | 30   | 51     | 78   | 76   | 45   | 48     | 36    | 38   | 30     | 21   | 498  |

## Спорт
В городе базируется футбольный клуб «Рустави», выступающий в Чемпионате Грузии по футболу. Домашние игры клуб проводит на стадионе Полади.

## Города-побратимы
- Винница (Украина)[8]
- Гянджа (Азербайджан)
- Жодино (Беларусь)
- Ивано-Франковск (Украина)[8]
- Кривой Рог[9] (Украина)
- Лодзь (Польша)
- Сумгаит (Азербайджан)
- Хмельницкий (Украина)[8]
- Черкассы (Украина)[8]

## Главы
- Жиули Шартава (в конце 80-х годов XX века занимал пост первого секретаря городского комитета Компартии Рустави, при нём благоустройство города достигло невиданных масштабов).
- Мамука Чиковани